# Ascalorphne umbrina
Ascalorphne umbrina är en insektsart som först beskrevs av Gerstaecker 1894.  Ascalorphne umbrina ingår i släktet Ascalorphne och familjen fjärilsländor. Inga underarter finns listade i Catalogue of Life.